# Russell (Massachusetts)
Russell – miasto w Stanach Zjednoczonych, w stanie Massachusetts, w hrabstwie Hampden.